# Atheist Alliance International
Atheist Alliance International (AAI, in italiano Alleanza Internazionale Atei) è una federazione globale di organizzazioni ed individui atei fondata nel 1991, con lo scopo di educare le persone all'ateismo, al secolarismo e ad altri temi collegati.

## Storia

Simbolo generico dell'ateismo, risultato di un concorso del 2007 lanciato dall'organizzazione, creato da Diane Reed.

La AAI è stata fondata nel 1991 con il nome di Atheist Alliance, un'alleanza di quattro gruppi atei statunitensi. Con il tempo la Atheist Alliance si è espansa, aggiungendo al suo interno sia gruppi locali o regionali statunitensi, sia gruppi internazionali, e cambiando nome in Atheist Alliance International nel 2001. Nel 2010 e nel 2011 i membri approvarono la separazione tra gli Stati Uniti e d il gruppo internazionale dell'AAI in organizzazioni differenti, per soddisfare le diverse necessità di ogni gruppo. Il gruppo statunitense dell'AAI fu rinominato come Atheist Alliance of America; il gruppo internazionale conservò il nome originale ma adottò un nuovo statuto e una nuova struttura organizzativa. La nuova AAI fu presentata, per la prima volta, in occasione della World Atheist Convention di Dublino, Irlanda, il 3 giugno 2011.
Nel 2013, la AAI ottenne lo status consultivo speciale delle Nazioni Unite. Con questo ruolo la AAI potrà proteggere con maggiore efficacia i diritti dei non credenti, affrontando le persecuzioni degli stessi da parte dei governi e delle istituzioni dei vari Paesi del mondo.

## Struttura organizzativa
La Commissione dell'organizzazione è composta da 4 a 13 direttori eletti per due anni. Non più di tre direttori possono provenire da ogni Paese ed ogni affiliato o membro associato è limitato ad una candidatura nella Commissione in ogni momento.
I funzionari della'AAI sono i direttori e sono eletti per un anno dalla Commissione dopo ogni Annual General Meeting. Il Presidente attuale dell'AAI è Christine Shellska da Calgary, Canada.
L'AAI ha tre classi di soci: Membri affiliati, Membri associati e Membri individuali. I Membri affiliati e associati sono gruppi atei, che hanno i loro membri individuali ed i Membri affiliati devono essere di natura democratica.  I Membri individuali sono persone che vogliono supportare il lavoro dell'AAI. Tutti i Membri possono partecipare agli incontri ma solo quelli affiliati possono votare.
La visione dell'AAI è quella di "un mondo secolare in cui la vita politica, la ricerca scientifica e l'educazione non sono influenzate da credo religiosi, ma basate sulla razionalità e la ricerca di prove oggettive". La missione dell'AAI è "combattere e confrontarsi con la fede religiosa, rafforzare l'ateismo globale promuovendo la crescita e l'interazione delle organizzazioni atee di tutto il mondo ed impegnandosi a promuovere progetti educativi internazionali."

## Convention
La prima convention annuale tenuta dall'AAI si svolse nel 1995 a Los Angeles. La prima convention internazionale tenuta dall'AAI si svolse nel 2006 a Reykjavik, Islanda. Nel 2010, l'AAI ha iniziato il suo programma attuale di copresentare convention con entrambi i membri affiliati ed associati.
Dal 2010, l'AAI ha copresentato o supportato conferenze a:
- (2010) Melbourne, Australia[8]
- Montréal, Canada
- Copenaghen, Danimarca
- Città del Messico, Messico.
- (2011) Dublino, Irlanda[9]
- Kamloops, Columbia Britannica, Canada[10]
- Gambia
- Kenya
- (2012) Manila, Filippine[11]
- Kamloops, Columbia Britannica, Canada[12]
- Colonia, Germania

## Richard Dawkins Award
Il Richard Dawkins Award è un premio assegnato annualmente a una persona (o a più persone) per la loro notevole opera di promozione dell'ateismo. Viene assegnato dalla Atheist Alliance durante il suo congresso annuale, in riconoscimento del lavoro di Richard Dawkins.
Nei criteri ufficiali del premio si legge:
"Il Richard Dawkins Award verrà assegnato ogni anno per onorare un eminente ateo, i cui contributi hanno innalzato la consapevolezza pubblica della filosofia di vita nonteista; che attraverso scritti, media e arti e/o sul palco sostengono una maggiore conoscenza scientifica; che attraverso opere o con esempi insegnano l'accettazione della filosofia nonteista; e il cui atteggiamento pubblico riflette la filosofia di vita nonteista senza compromessi del Dott. Richard Dawkins."